# ケーエープロダクション
ケーエープロダクション株式会社（KA Production）は、大阪市阿倍野区に本社を持つ芸能事務所。

## 沿革
戦後、阪急電鉄創業者である小林一三は、宝塚に宝塚新芸座を設立して、新たな演劇興行を模索していた。戦前吉本興業で漫才を創設した秋田實を招聘し、演芸と演劇を融合することに成功。ミヤコ蝶々・南都雄二、夢路いとし・喜味こいし、秋田Aスケ・Bスケら看板芸人が活躍した。しかし、「モダン寄席」を作る約束で秋田を呼んだ小林は次第に演劇指向になり、宝塚新芸座は軽演劇が主体になる。演芸指向の秋田は袂を分かつことになった。
こうして1956年ケーエープロダクションのルーツとなる事務所・上方演芸を秋田實と新芸座時代の部下であった藤井康民が設立。大阪難波の戎橋松竹、千日前の歌舞伎地下演芸場、京都新京極の富貴に芸人を供給することになった。1958年、松竹の斡旋でともに道頓堀角座に芸人を供給していた新生プロダクションと合併し、新たに松竹新演芸(現在の松竹芸能)が成立するが、寄り合い所帯であるためか後に運営方針などで両派はしばしば対立していた。
その後、阿倍野に多く地所を持つ岸本ビルが、阿倍野再開発の一環として「モダン寄席」を設置することで秋田・藤井とで協定することとなり、日本興業から秋田一派が出て行く形で1968年4月に設立された。ケーエーのKは岸本、Aは秋田を表し、また「経営」を捩った。
阿倍野に「モダン寄席」は設けられたものの、1969年に再開発事業等の見直しで閉鎖されたため、東宝系列の梅田OSミュージックホール跡に開設した梅田トップホットシアターに、多くの芸人を供給することになる。同劇場には海原お浜・小浜、若井はんじ・けんじ、横山ホットブラザーズ、海原千里・万里らケーエープロ専属の漫才師や、米朝事務所所属の落語家等が連日舞台に出演していた。1976年に閉館。以後、吉本興業と松竹芸能に次ぐ、芸能プロダクションのひとつとして存在している。
2009年2月に新体制のもと、組織変更を行っている。

## 主な所属タレント
- 横山ホットブラザーズ（吉本興業業務提携）
- 立山センター・オーバー
- 若井りき・ゆうき
- T.AKIRA
- 朝宮真由
- 海老一鈴娘
- 浜野千春
- レモンスカッシュ
- たがやん
- ブランケット
- わんぱくウォリアーズ
- チャイナチキン
- 林檎人形
- まきだるま
- AMARIMON
- 座敷笑人
- さつまあげくん
- パンクパンダ
- ヘル東内
- ろっかく
- なんでやねん!大輔
- J-CLICK
- FLic-FLac
- 登内千恵
- チョコ
- 花田咲季
- レスカじゅん
- 竹井亜衣
- 高野邦子
- 小晴
- 片山良文
- Ann
- でっちゃん
- 泉州力（業務提携）

## 過去に所属していたタレント
- 海原お浜・小浜(お浜の引退に伴うコンビ解消)
- 若井はんじ・けんじ(はんじの死去に伴うコンビ解消)
- 海原千里・万里(結婚によるコンビ解散・引退。程なく千里は上沼恵美子の本名で芸能界に復帰し、他社所属タレントとして活動中)
- 海原かける・めぐる(めぐるは現在池乃めだかの名前で吉本新喜劇の舞台やタレントとして活動中。また、かけるは小浜の実子で、吉本興業所属の漫才師海原やすよ・ともこの実父。)
- 若井小づえ・みどり(現・吉本興業所属。小づえは1999年に死去)
- 海原はるか・かなた(現・松竹芸能所属)
- 大木こだま・ひかり(後にファースト企画に移籍。こだま・ひかり解散後、大木こだま・ひびきを結成。現・吉本興業所属)
- 鳳キング・ポーカー(鳳キングは鳳啓助の弟子。鳳キング・ダイヤ、鳳キング・エース、鳳キング・サイズ、トリプルパンチなどで活躍。鳳ポーカーは解散後大平サブローとコンビを組んでいたことがある。松竹芸能系の劇場角座にも出演)
- チグハグコンビ（石坂哲也・渡浩二、1977年解散）
- 若井チック・ヤング
- 立川センタ・ライン
- ミヤ蝶太・蝶作（渚リング・サイドに改名、浮世亭リング・サイドに再度改名、吉本興業に所属し、解散。サイドは2004年死去）
- 大前銀平・なつ紀（なつ紀は現・スパンキープロダクション。東京に移駐し、東京演芸協会所属）
- 長江健次（現・カートプロモーション所属）
- イー☆リャン（オフィス北野に移籍、2008年12月23日で解散）
- 村上三奈（現・ごろっぴあ所属）
- NON STYLE（現・吉本興業所属。短期間研修生として在籍）
- 海原さおり・しおり（2009年5月ケーエー〜所属契約終了。その後は吉本興業所属、海原しおりは2014年1月3日死去）
- 夙川アトム（現・ASH&Dコーポレーション所属。「昭和サーカス」時代に在籍）
- 月亭可朝（スパンキープロダクションを経てフリーに。2018年3月28日死去）
- ふうらいぼう。（現・ソーレアリア所属）
- カルトかると（中村は爆烈Qを経て、笑福亭鶴光に弟子入りし、落語芸術協会所属）
- 海老一鈴子（海老一鈴娘の実母、1997年引退）
- 光里・香里
- 春野ココ
- ポッキー
- シャッフル同盟
- ひこーき雲（現・スパンキープロダクション）
- 煮物女子
- 天川龍一
- 浮世亭とんぼ・横山まさみ（落語協会。松竹芸能に復帰）